# Claude Musungayi
Claude Musungayi (Congo, 1975) is een Belgisch acteur.
Musungayi speelde rollen in meerdere series, kortfilms en films, onder meer de hoofdrol in de kortfilm FAL van Hans Van Nuffel uit 2007 die bekroond werd op het filmfestival van Montréal, als politie-inspecteur Fabrice in Black van Adil El Arbi en Bilall Fallah of in de Spaanse film Black Beach van Esteban Crespo naast Raúl Arévalo en Candela Peña maar ook recenter in de televisieseries De Kraak, Hacked en Assisen: De insulinemoord, naast ook een aantal gastrollen en kleinere rollen.
In het theater stond hij in 2017 en 2018 in Vlaanderen en Nederland op de planken in Trojaanse Vrouwen van Compagnie couRage in regie van Alain Pringels.

## Rollen
- Ghajaana (kortfilm, 2006) als Canto
- FAL (kortfilm, 2007)
- Meisjes (film, 2009) als Jo
- Wolven (serie, 2013) als Jean-Claude
- Traumland (film, 2013) als Caporal
- Black (film, 2015) als Fabrice
- Thuis (serie, 2016) als Toumani Kiabaté / Adam Doumbia
- Vele hemels boven de zevende (film, 2017) als Henri
- Arrived (kortfilm, 2017) als Naci
- Gevoel voor tumor (serie, 2018) als Driss
- Albatros (serie, 2020) als Steven
- Black Beach (film, 2020) als Graham
- Undercover (serie, 2021) als Pascale Ntambwe
- Cool Abdoul (film, 2021) als coach Talpa
- Panna (serie, 2021) als vader van Afi
- Hacked (serie, 2022) als David
- Zeevonk (film, 2023) als Samir
- Assisen: De insulinemoord (serie, 2024) als Jean Luamba
- De Kraak (serie, 2024) als Souleyman Bandé